# Garaeus flavipicta
Garaeus flavipicta är en fjärilsart som beskrevs av George Francis Hampson 1912. Garaeus flavipicta ingår i släktet Garaeus och familjen mätare. Inga underarter finns listade i Catalogue of Life.